# اندیس آهن سمسور۲
آهن سمسور۲ یک اندیس فلزی است که در حوالی شهر کورین استان سیستان و بلوچستان قرار دارد و مادهٔ معدنی موجود در آن، آهن است.سنگ میزبان این اندیس کالرد ملانژ است و دیرینگی آن به دوران کرتاسه می‌رسد. 